# Uwe Steiner (Germanist)
Uwe Steiner (* 17. November 1955 in Sorsum) ist ein deutscher Germanist und Literaturwissenschaftler.

## Leben
Uwe Steiner studierte Germanistik und Philosophie an der FU Berlin, wo er auch promoviert (1987) und habilitiert (1998) wurde. Er unterrichtete an der Universität Bern und war an mehreren US-amerikanischen Universitäten tätig, eingeschlossen zwei Max Kade Distinguished Visiting Professorships an der University of Washington und an der Indiana University Bloomington.
Seine Forschungsschwerpunkte sind Walter Benjamin, Theorien der Moderne und Modernisierung sowie die Entstehung der philosophischen Anthropologie während der Weimarer Republik.

## Schriften (Auswahl)
- Die Geburt der Kritik aus dem Geiste der Kunst. Untersuchungen zum Begriff der Kritik in den frühen Schriften Walter Benjamins. Würzburg 1989, ISBN 3-88479-390-X.
- Poetische Theodizee. Philosophie und Poesie in der lehrhaften Dichtung im achtzehnten Jahrhundert. München 2000, ISBN 3-7705-3476-X.
- Walter Benjamin. Stuttgart 2004, ISBN 3-476-10350-1.

- Walter Benjamin. An introduction to his work and thought. Chicago 2010, ISBN 978-0-226-77221-9.